# Cmentarz wojenny nr 26 – Sławęcin

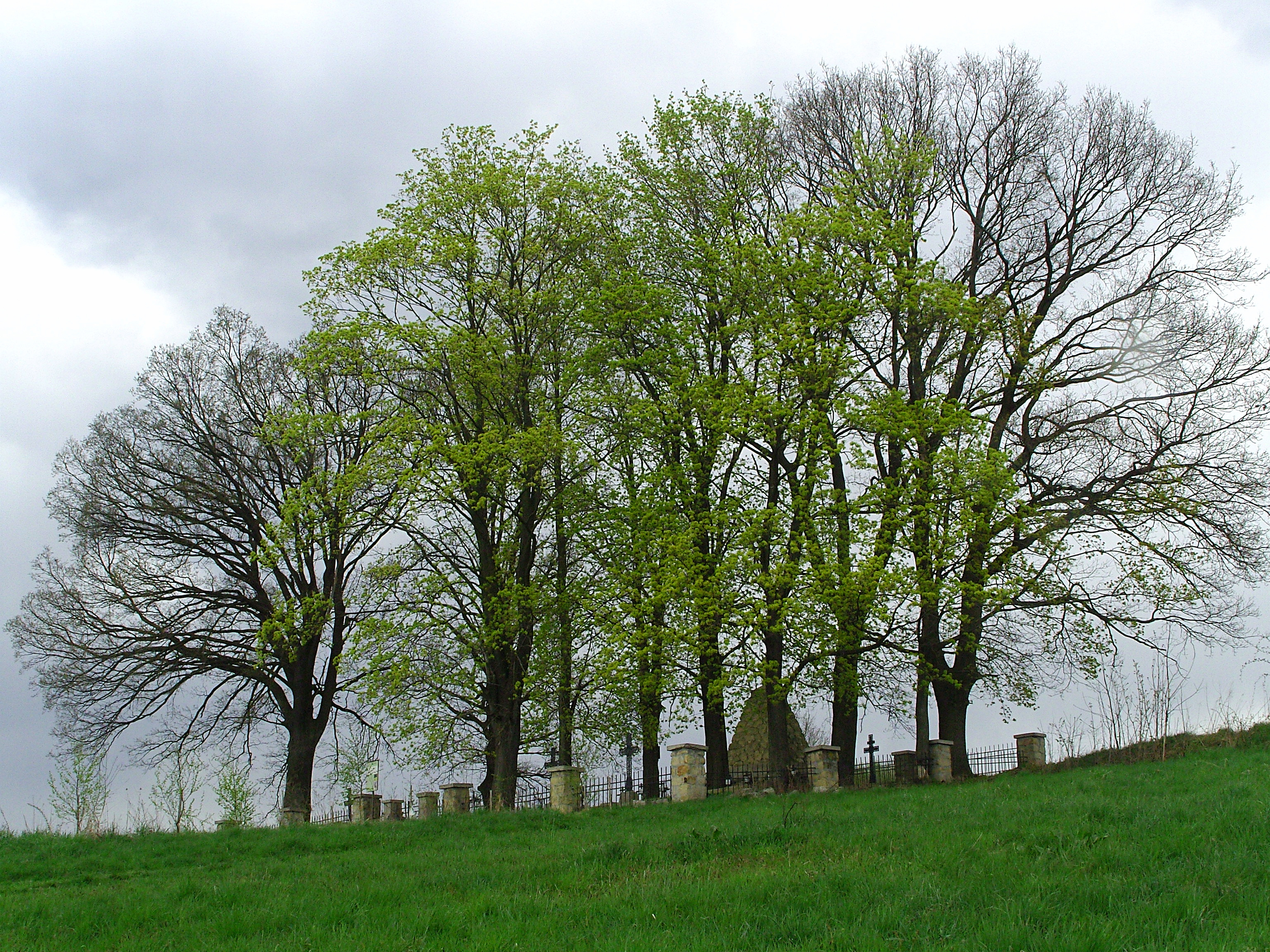
Cmentarz wiosną

Cmentarz wojenny nr 26 – Sławęcin – cmentarz z I wojny światowej, zaprojektowany przez Johanna Jägera, położony na terenie wsi Sławęcin w gminie Skołyszyn w powiecie jasielskim w województwie podkarpackim. Jeden z ponad 400 zachodniogalicyjskich cmentarzy wojennych zbudowanych przez Oddział Grobów Wojennych C. i K. Komendantury Wojskowej w Krakowie. Należy do II Okręgu Cmentarnego Jasło.

## Opis
Cmentarz znajduje się na widokowym wzgórzu wśród pól za cmentarzem parafialnym w Sławęcinie po północnej stronie drogi krajowej nr 28 na odcinku Jasło-Gorlice, na działce ewidencyjnej nr 20. Z cmentarza roztacza się rozległa panorama na pasmo Magury Wątkowskiej i dolinę rzeki Ropy.
Cmentarz ma kształt prostokąta z poprzeczną osią symetrii o powierzchni ogrodzonej około 400 m². Głównym akcentem architektonicznym obiektu jest wbudowany w linię tylnego (północnego) ogrodzenia kamienny pomnik centralny w formie piramidy zwieńczony małym kamiennym krzyżem. Ogrodzenie zbudowane z kamiennych słupów z namiotową koroną połączonych płotem z żelaznych prętów z wejściem od strony południowej. Układ grobów rzędowo-kwaterowy z nagrobkami w formie dużych ażurowych krzyży żeliwnych rosyjskich i jednym niemieckim oraz mniejszymi listwowymi jedno i dwuramiennymi na betonowych cokołach z emaliowanymi tabliczkami.
Na cmentarzu pochowano 346 żołnierzy w 36 pojedynczych grobach i 31 mogiłach zbiorowych:
- 61 żołnierzy austro-węgierskich z 20 i 56 Pułku Piechoty, 27 Pułku Piechoty Obrony Krajowej, 15 Pułku Artylerii Polowej, 4 Tyrolskiego Pułku Strzelców Cesarskich
- 1 żołnierza niemieckiego z 2 Pruskiego Pieszego Pułku Gwardii
- 284 żołnierzy rosyjskich z 121, 241, i 285 Pułku Piechoty

poległych w grudniu 1914 i w maju 1915.
Wśród grobów mogiła Aleksandra Fuka poległego w 1918, zapewne mieszkańca okolic Sławęcina.
Cmentarz był remontowany w 2004.
Cmentarz jest obiektem Szlaku Frontu Wschodniego I Wojny Światowej na obszarze województwa podkarpackiego.

## Galeria

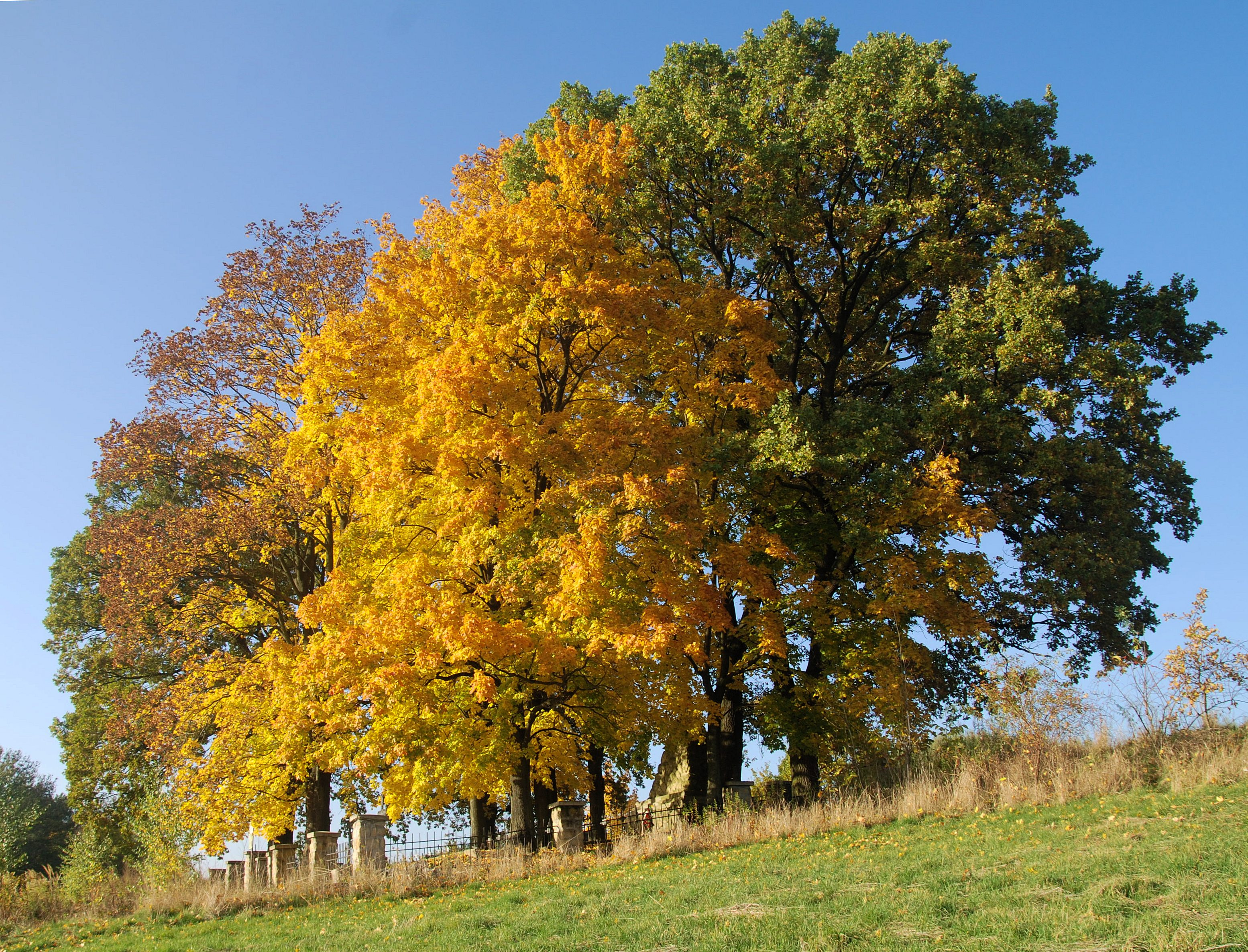
Widok ogólny
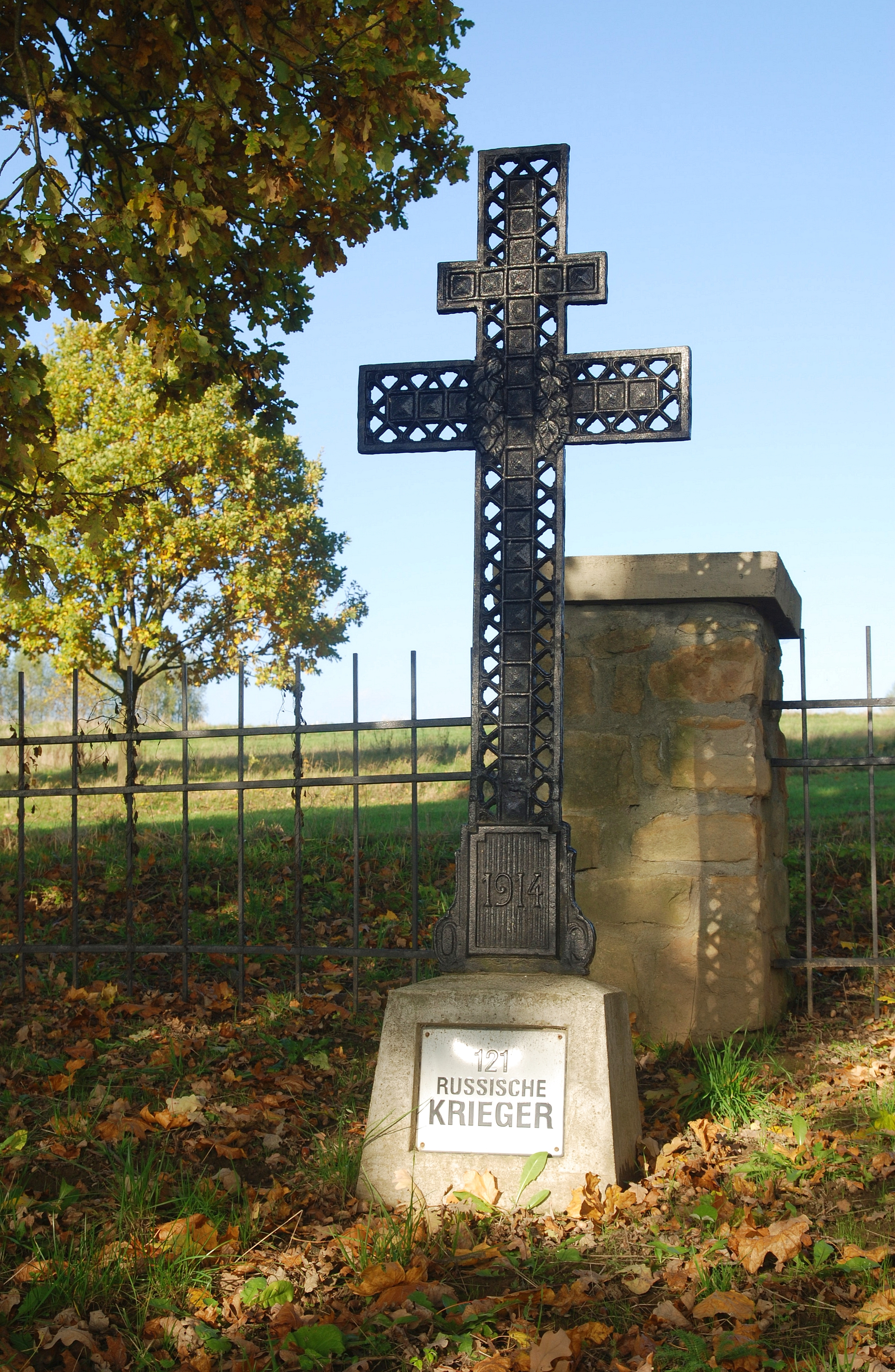
Duży krzyż rosyjski
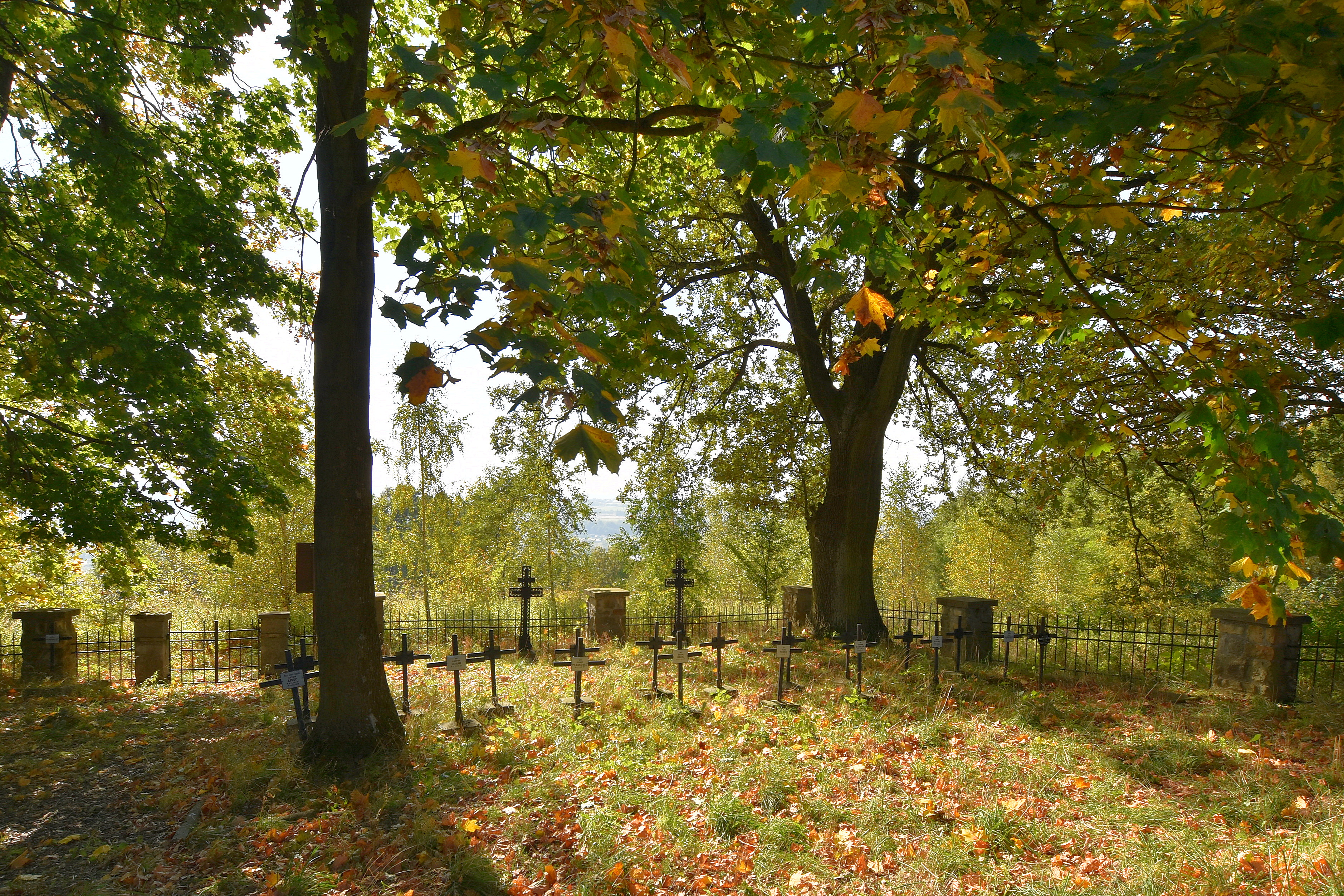
Widok na poł.-wsch.
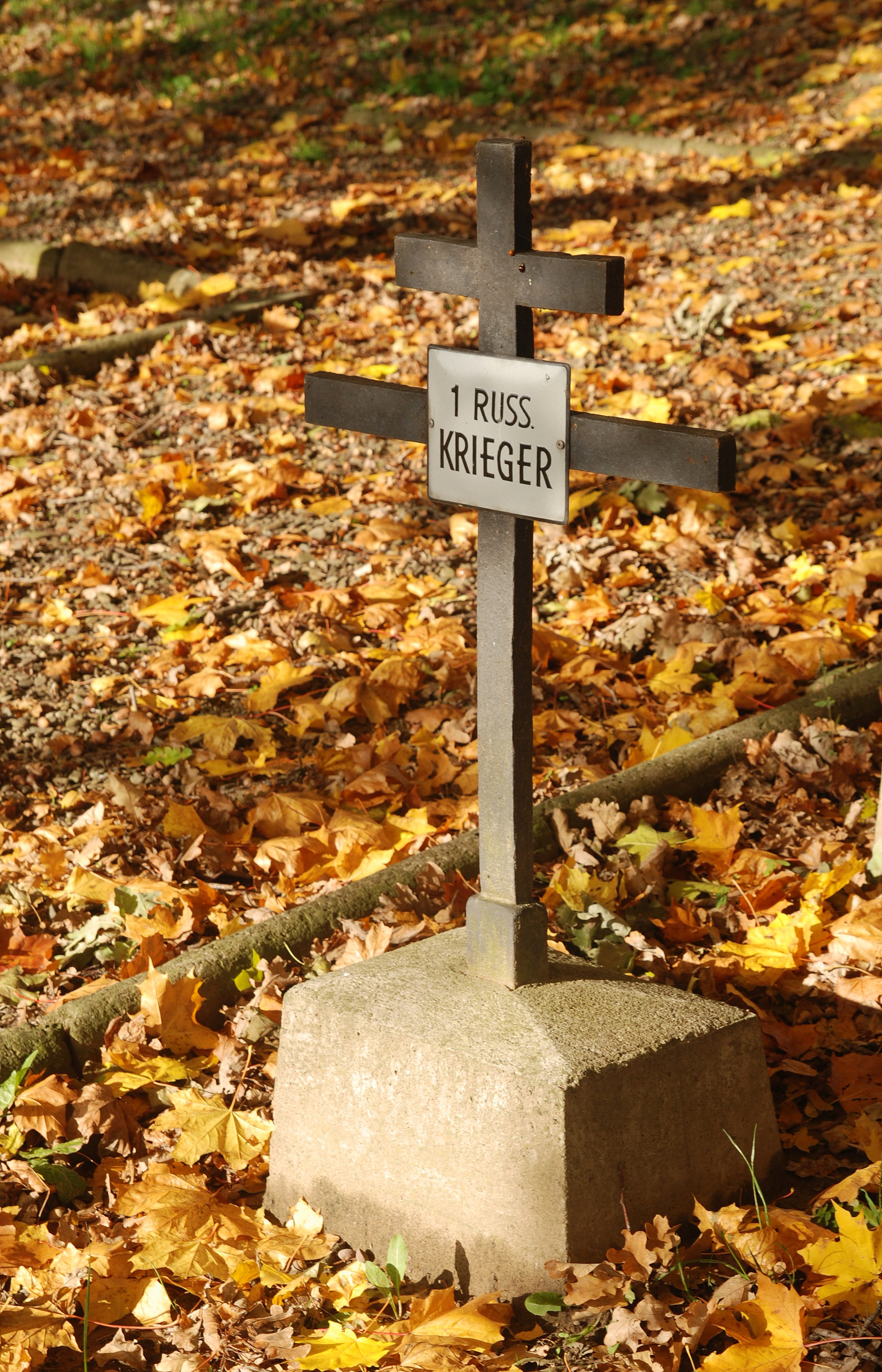
Mały krzyż rosyjski
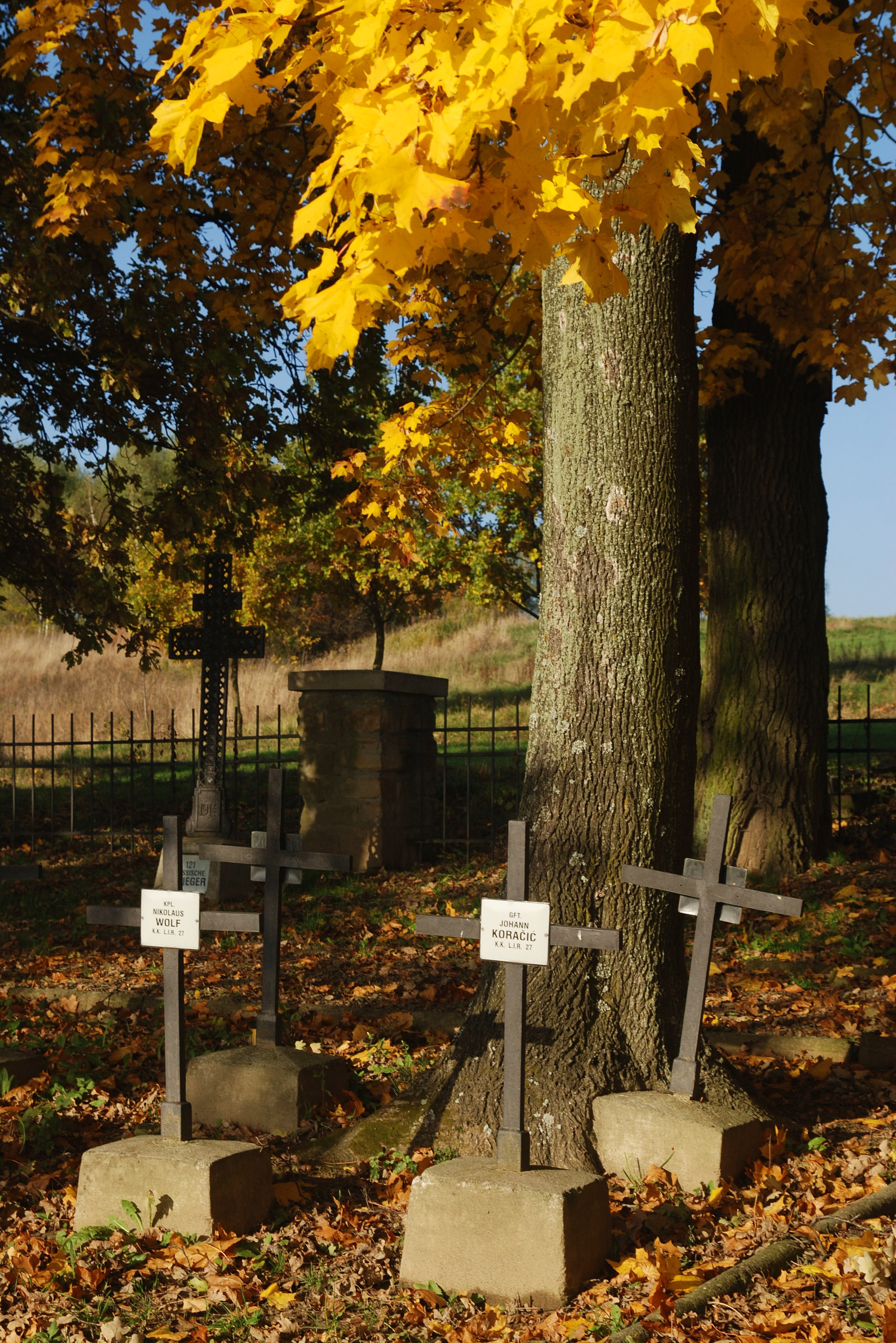
Mogiły
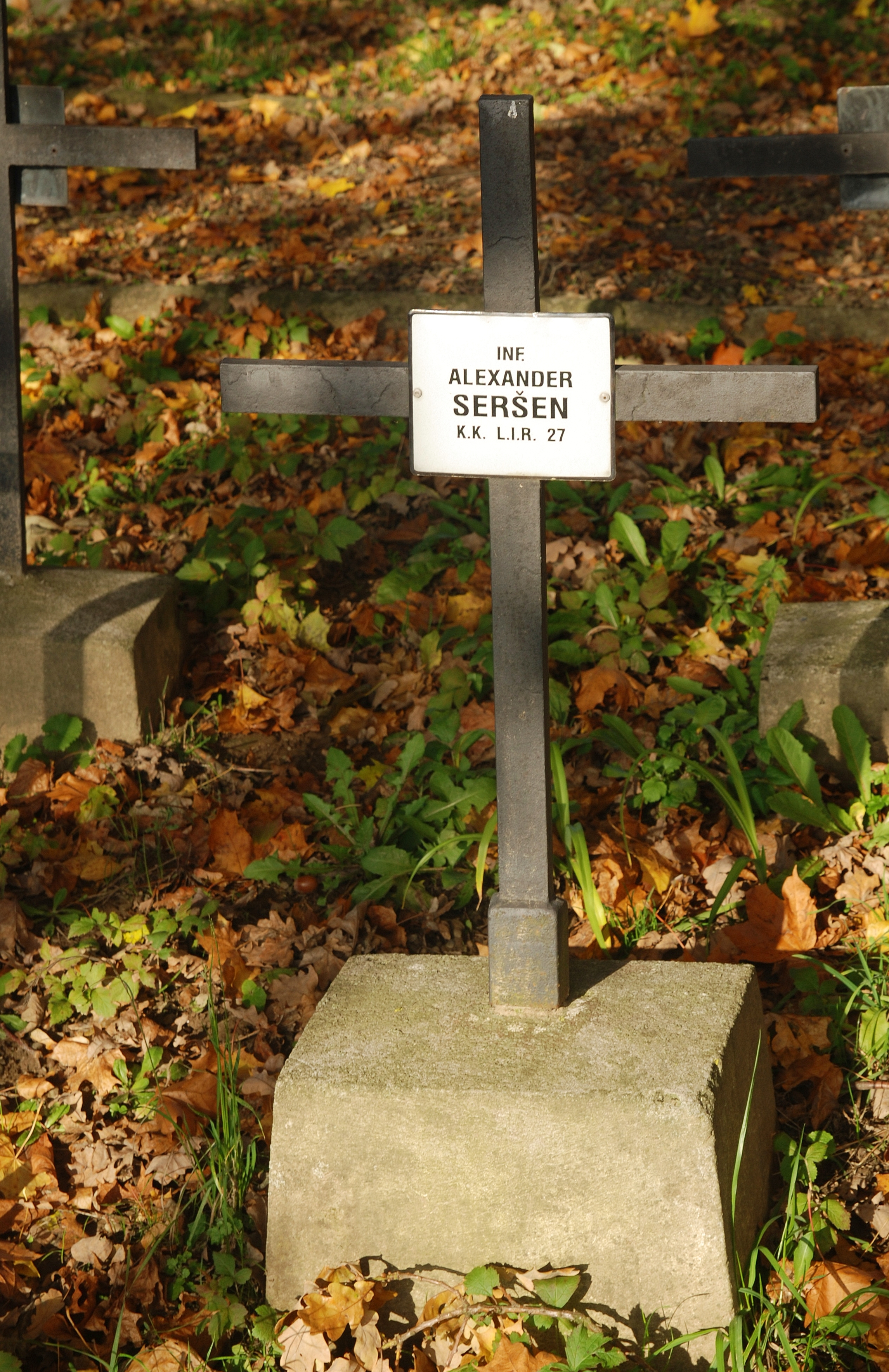
Mały krzyż austriacki
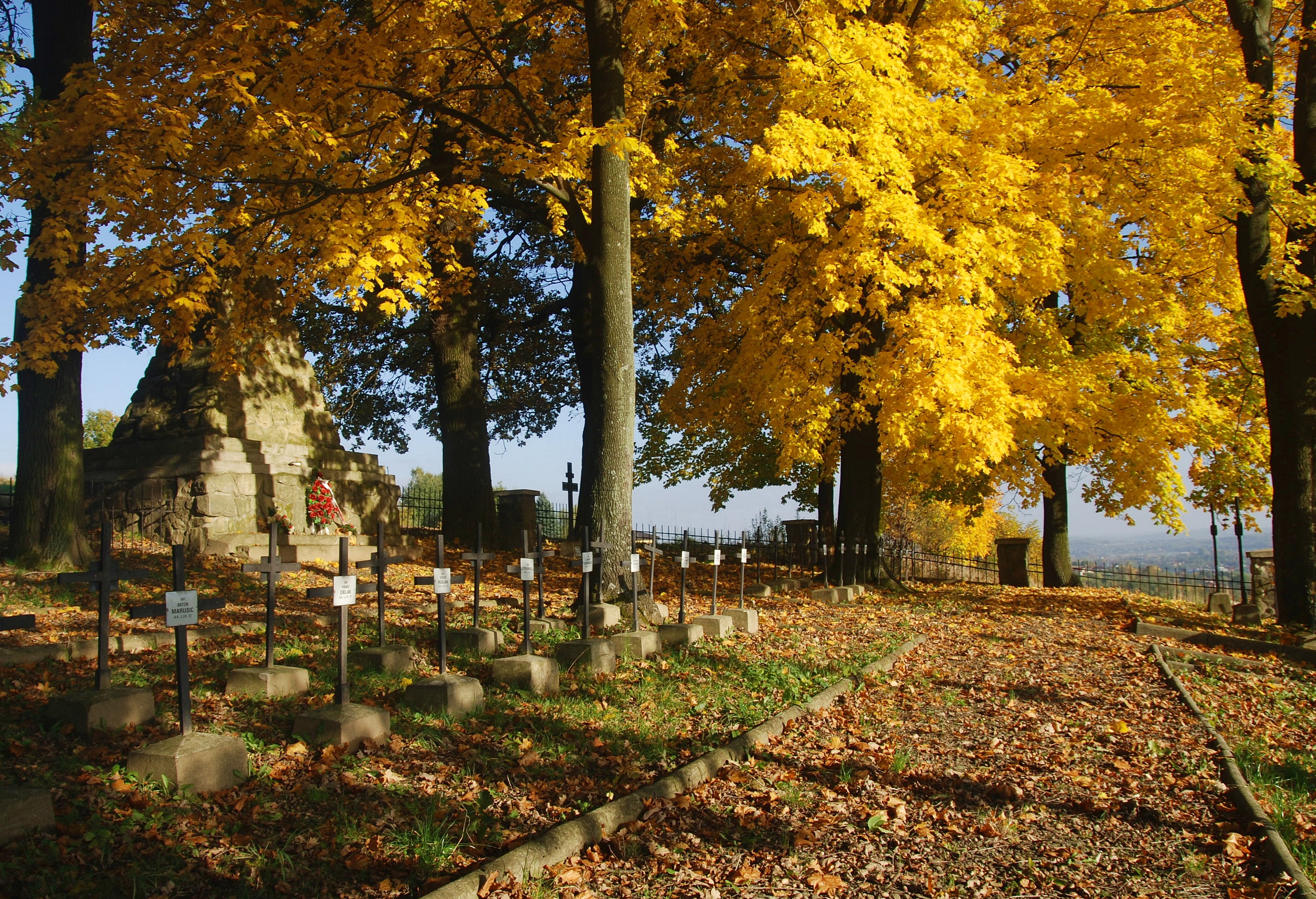
Widok od strony zachodniej
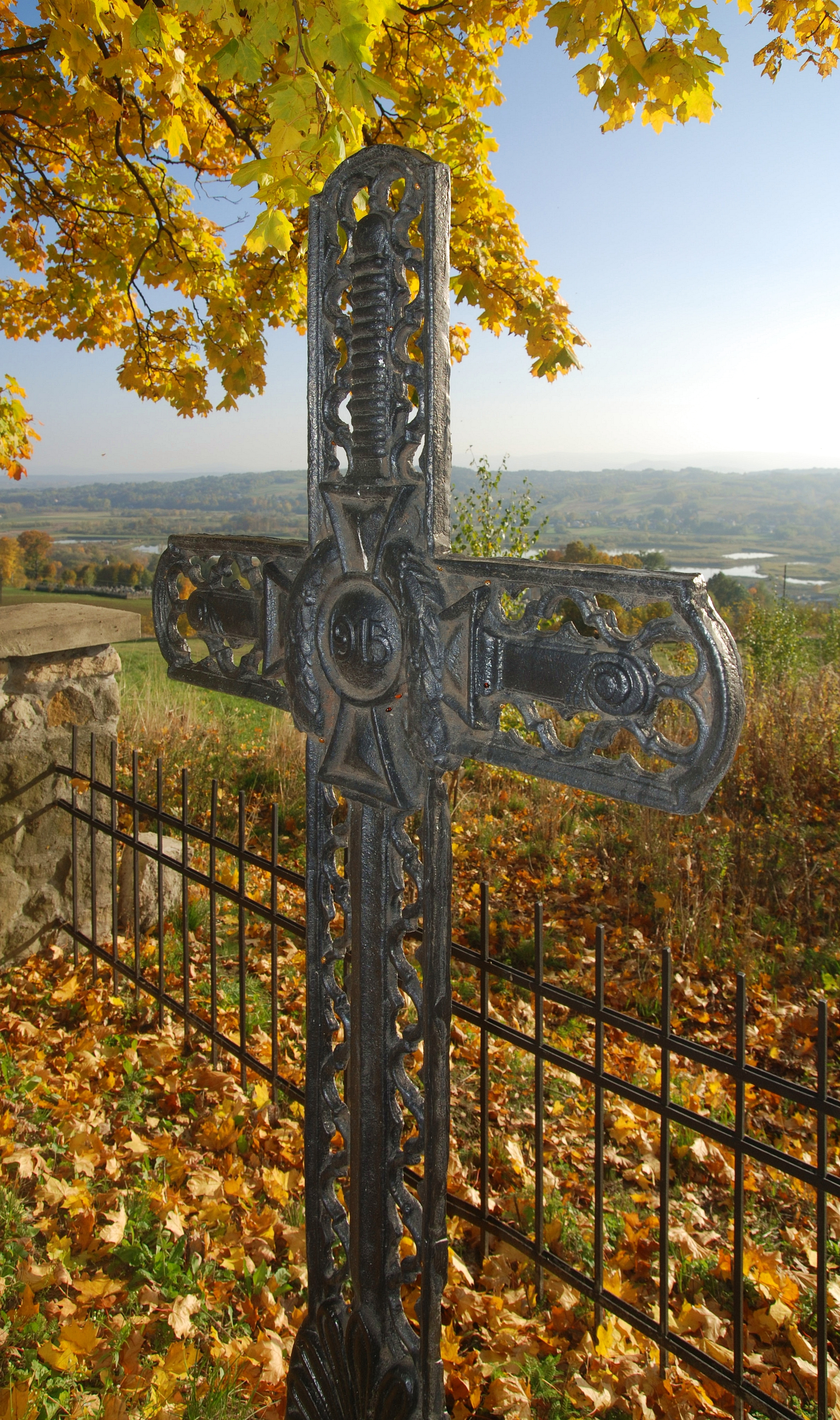
Duży krzyż austriacki
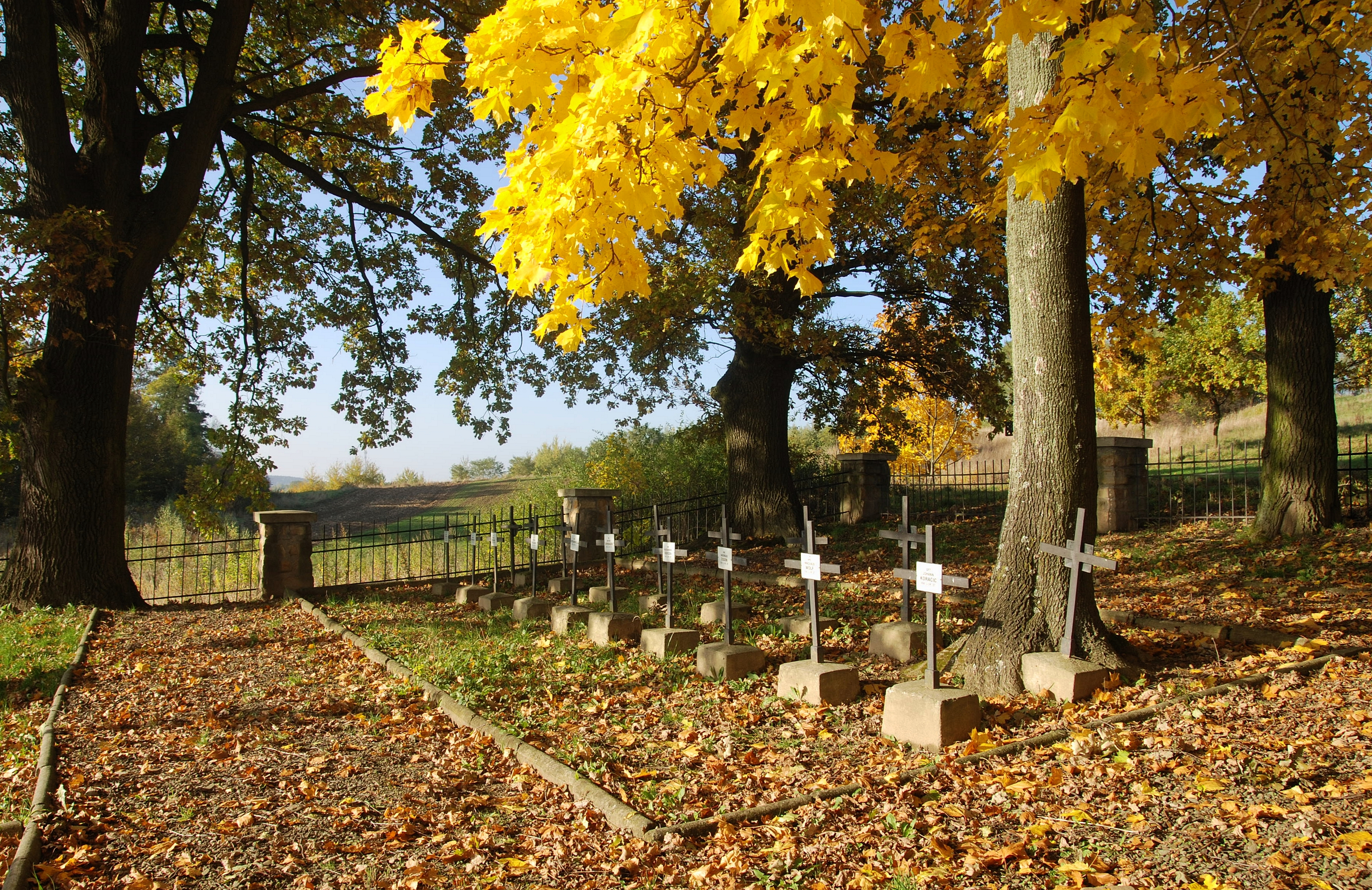
Półn.-zach. część cm.